# Graduale Simplex

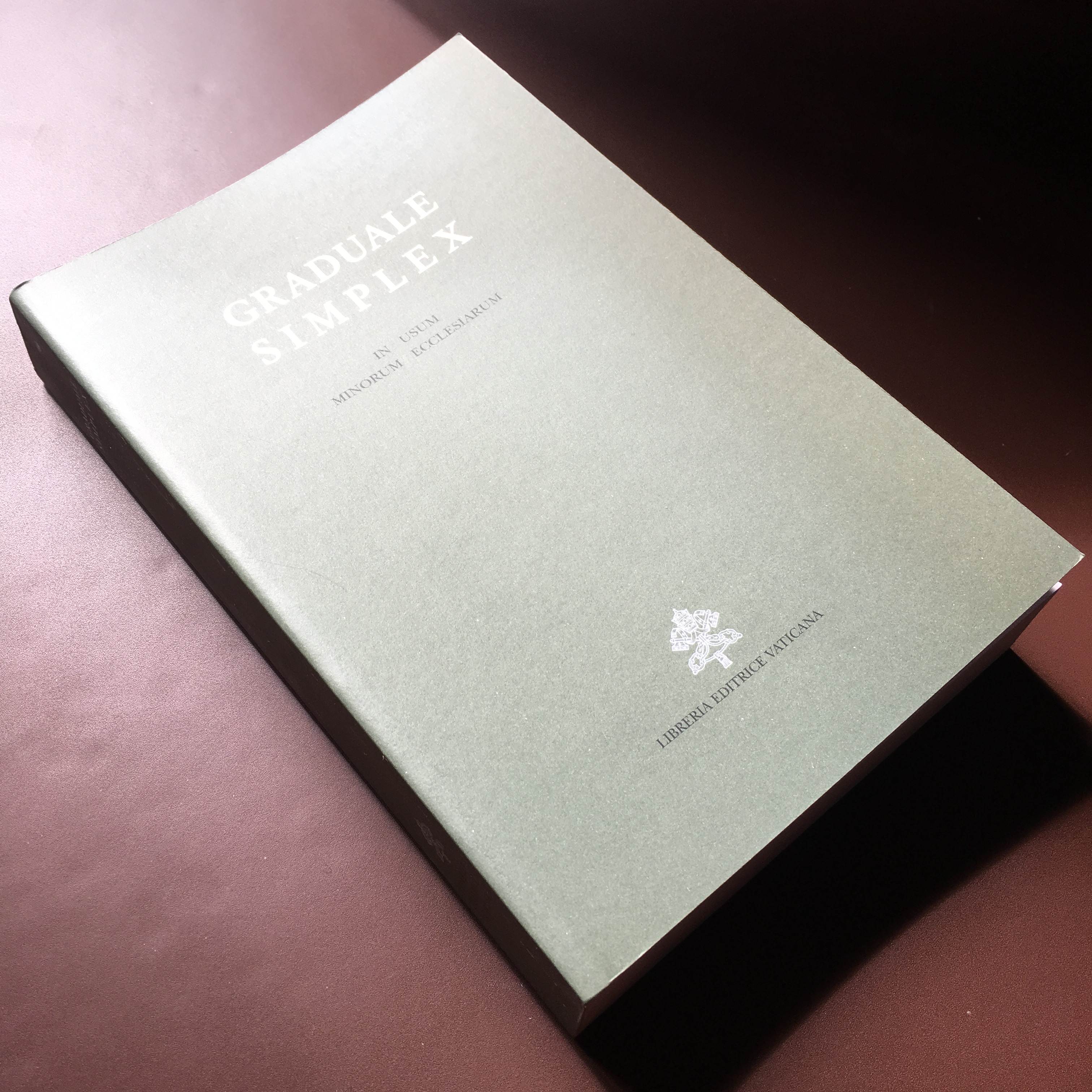
Graduale Simplex, Außentitel der Editio typica altera

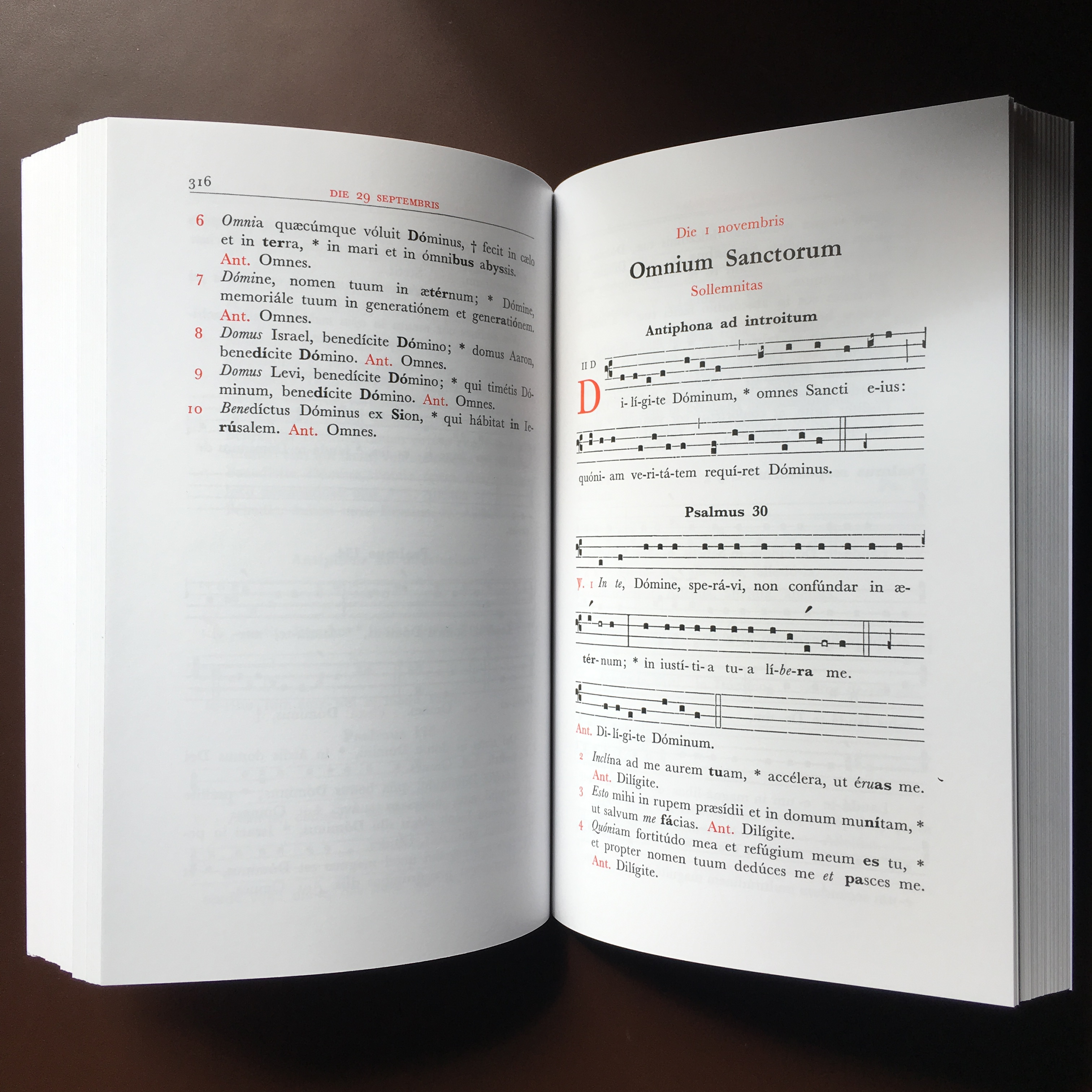
Das Ordinarium vom Hochfest Allerheiligen im Graduale Simplex

Das Graduale Simplex in usum minorum ecclesiarum (lateinisch für „Einfaches Graduale zum Gebrauch in kleineren Kirchen“) ist ein lateinisches Choralbuch des gregorianischen Chorals für die heilige Messe im römischen Ritus. Es wurde vom Consilium zur Ausführung der Liturgiekonstitution zusammengestellt und durch die Ritenkongregation der römisch-katholischen Kirche 1967 gebilligt und im selben Jahr als Editio typica herausgegeben. Eine zweite Auflage (editio altera) erschien 1975.

## Geschichte
Das Graduale Simplex entstand durch einen Auftrag des Zweiten Vatikanischen Konzils, das in der Konstitution über die heilige Liturgie Sacrosanctum Concilium die Erarbeitung einer Ausgabe mit einfacheren gregorianischen Gesängen für den Gebrauch in kleineren Kirchen anordnete. Die tätige Teilnahme des ganzen Volkes sollte dadurch bei den mit Gesang gefeierten Gottesdiensten gefördert werden.

## Inhalt
Das Buch enthält im Gegensatz zu den reicheren Melodien des Graduale Romanum einfachere Gesänge für das Proprium der heiligen Messe. Sämtliche im Graduale Simplex verwendeten Texte und Melodien gehören trotzdem zum Repertoire des liturgischen Gesangs.
Das Graduale Simplex enthält drei Hauptteile: als ersten die Gesangsweisen der Akklamationen und Orationen. Der zweite Hauptteil ist das Kyriale simplex mit fünf Messreihen des Messordinariums, deren Gesänge gemäß der Quellenangabe z. T. aus dem Kyriale Romanum stammen, z. T. aus der ambrosianischen Tradition; die Kyrie-Rufe und Agnus-Dei-Gesänge wurden auch aus Litaneien entnommen, z. B. der Allerheiligenlitanei für Reihe II oder der Lauretanischen Litanei für Reihe V. Die Messreihe I ist die als „Missa mundi“ international verbreitete Kompilation verschiedener Ordinariumsreihen. Am Ende des Kyriales stehen vier Credovertonungen. Die ersten drei stimmen mit denen des Kyriale Romanum überein, während die vierte aus dem ambrosianischen Repertoire stammt.
Der dritte Hauptteil enthält Propriumsgesänge. Entweder sind diese wie gewohnt für konkrete Tage und Messfeiern (z. B. Epiphanie, Osternacht, Ostersonntag, die Sonntage der Fastenzeit u. a.), oder es sind Reihen, die innerhalb einer bestimmten Zeit mehrfach einsetzbar sind (zwei Reihen für die Adventszeit, eine Reihe für die Weihnachtsmessen, zwei Reihen für die Osterzeit, sechs Reihen für die Zeit im Jahreskreis). Schließlich gibt es noch eine Anzahl von Ritual- und Votivmessen und eine Totenmesse mit Gesängen für die Exsequien. Der Aufbau einer Propriumsreihe ist in der Regel wie folgt: Introitus, Offertorium und Communio bestehen aus einer kurzen Antiphon, die von der Gemeinde gesungen und nach jedem Psalmvers des dazugehörigen Psalms wiederholt wird. Als Gesänge zwischen den Schriftlesungen stehen Psalmen mit Responsa, Alleluiarufe mit Versen, Allelujapsalmen, Akklamationen vor dem Evangelium, Tracten und die vorgeschriebenen Sequenzen zur Verfügung. Nach den im Vorwort angegebenen Kriterien ist aus den Psalmversen und den Gesängen eine sinnvolle Auswahl zu treffen. Mehrere zur Verfügung stehende Formulare können u. U. auch gemischt werden.
Im Anhang werden verschiedene weitere Gesänge zu liturgischen Anlässen aufgeführt: zur Austeilung des Weihwassers, Fürbittrufe, weitere Kommuniongesänge, Hymnen, Litaneien. Daran schließt sich ein umfassendes Register mit Inhaltsverzeichnis an.

### Ausgaben
- Graduale Simplex in usum minorum ecclesiarum. Typis polyglottis Vaticanis, Vatikanstadt 1967, OCLC 6543226.
- Graduale Simplex in usum minorum ecclesiarum. Editio typica altera, Libreria Editrice Vaticana 1975, ISBN 978-88-209-1603-9.

### Hilfsmittel
- Heinrich Rennings, Martin Klöckener (Hrsg.): Dokumente zur Erneuerung der Liturgie. Band 1: Dokumente des Apostolischen Stuhls 1963–1973. 2. Auflage. Butzon und Bercker, Kevelaer 2002, ISBN 3-7666-9266-6, S. 519–524 (eingeschränkte Vorschau in der Google-Buchsuche).
- Stefan Klöckner: Handbuch Gregorianik. Einführung in Geschichte, Theorie und Praxis des Gregorianischen Chorals. ConBrio, Regensburg 2009, ISBN 978-3-940768-04-9.